# Polyura geminata
Polyura geminata är en måreväxtart som först beskrevs av Nathaniel Wallich och George Don jr, och fick sitt nu gällande namn av Joseph Dalton Hooker. Polyura geminata ingår i släktet Polyura och familjen måreväxter. Inga underarter finns listade i Catalogue of Life.